# Ingalena Heuck
Ingalena Heuck född 8 september 1986 i Starnberg, Tyskland är en tysk långdistanslöpare.

## Biografi
2005 vann hon ungdsomsmästerskapen i cross-counry. 2008 blev hon tysk U23-mästare på distanserna 5 000 meter och 10 000 meter samt 10 km; som vuxenatlet tog hon en andraplats på 5 000 meter.
Påföljande år kom hon trea i Altötting-Halbmarathon och tvåa i tyska 10 km-mästerskapen. 2010 tog hon en tredjeplats vid tyska mästerskapen i terränglöpningoch tog sin första nationella titel på halvmaratondistansen. En månad senare blev hon bronsmedaljör på 10 000 meter.
Heuck har tränats av Pierre Ayadi och Dan Lorang. Hon springer för LG Stadtwerke München. 2011 avslutade hon sina studier i sportvetenskap vid TU München. I sitt diplomarbete "Ernährung von Freizeit-Marathonläufern unter besonderer Betrachtung von Vitamin C und Immunsystem" undersöker hon data som sammanfattats i "Be-MaGIC"-studien.
I juni 2011 gav Heuck ut boken "Marathon-Coach" på teNeues-Verlag.

## Personbästa
- 5 000 m: 16.29,96 min, 17 juni 2009, Karlsfeld
- 10 000 m: 33.30,25 min, 1 maj 2010, Ohrdruf
- 10 km: 34.00 min, 12 september 2009, Otterndorf
- Halvmaraton: 1:14.54 h, 18 april 2010, Bad Liebenzell

## Klubbar
- 2008– LG Stadtwerke München
- 2004–2007 LG Würm Athletik
- 2001–2003 TSV Gräfelfing

## Tränare
- 2011– Dan Lorang
- 2007–2011 Pierre Ayadi
- 2004–2007 Siegfried Schmölz
- 2001–2003 Ivan Seykov